# Chata Vodopád
Chata Vodopád – słowackie schronisko turystyczne, położone w dolinie Šútovskiej w Małej Fatrze (Mała Fatra Krywańska) na wys. 567 m n.p.m.

## Warunki pobytu
Schronisko oferuje 13 miejsc noclegowych w trzech pokojach. Na miejscu znajduje się również bufet. Obiekt nie jest zelektryfikowany (agregat prądotwórczy).

## Szlaki turystyczne
- Šútovo-Ratkovo (przyst. kol.) - dolina Šútovska - Chata Vodopád - Wodospad Szutowski (812 m n.p.m.) - Kopiská (1446 m n.p.m.) - Chata pod Chlebom